# Cyclosa bifida
Cyclosa bifida (Doleschall, 1859) è un ragno appartenente alla famiglia Araneidae.

## Distribuzione
La specie è stata reperita in diverse località della regione compresa fra l'India e le Filippine; rinvenuti esemplari anche in Nuova Guinea

## Tassonomia
Al 2013 non sono note sottospecie e dal 2013 non sono stati esaminati nuovi esemplari.